# باول سافاج
باول سافاج (بالفرنسية: Paul Sauvage)‏، من مواليد 17 مارس 1939، لاعب كرة قدم فرنسي سابق.
لعب مع منتخب فرنسا لكرة القدم 6 مباريات.

## وصلات خارجية
- باول سافاج على موقع قاعدة بيانات كرة القدم.إي يو (الإنجليزية)
- باول سافاج على موقع ناشيونال فوتبول تيمز (الإنجليزية)
- باول سافاج على موقع عالم كرة القدم.نت (الإنجليزية)